# Heinrich Ahrens (Maler)
Johann Heinrich Christian Ahrens (* 19. Oktober 1805 in Braunschweig; † 3. März 1863 in Kassel) war ein deutscher Porträtmaler und Fotograf.

## Leben
Ahrens war seit etwa 1829/30 als Bildnismaler und Fotograf in Kassel tätig, ab ungefähr 1850 Konservator und Vorstandsmitglied des Kurhessischen Kunstvereins.
Verheiratet war er seit 1831 mit der Schauspielerin Mathilde Ahrens, die sich nach seinem Tod von der Bühne zurückzog.
Werke (Auswahl)

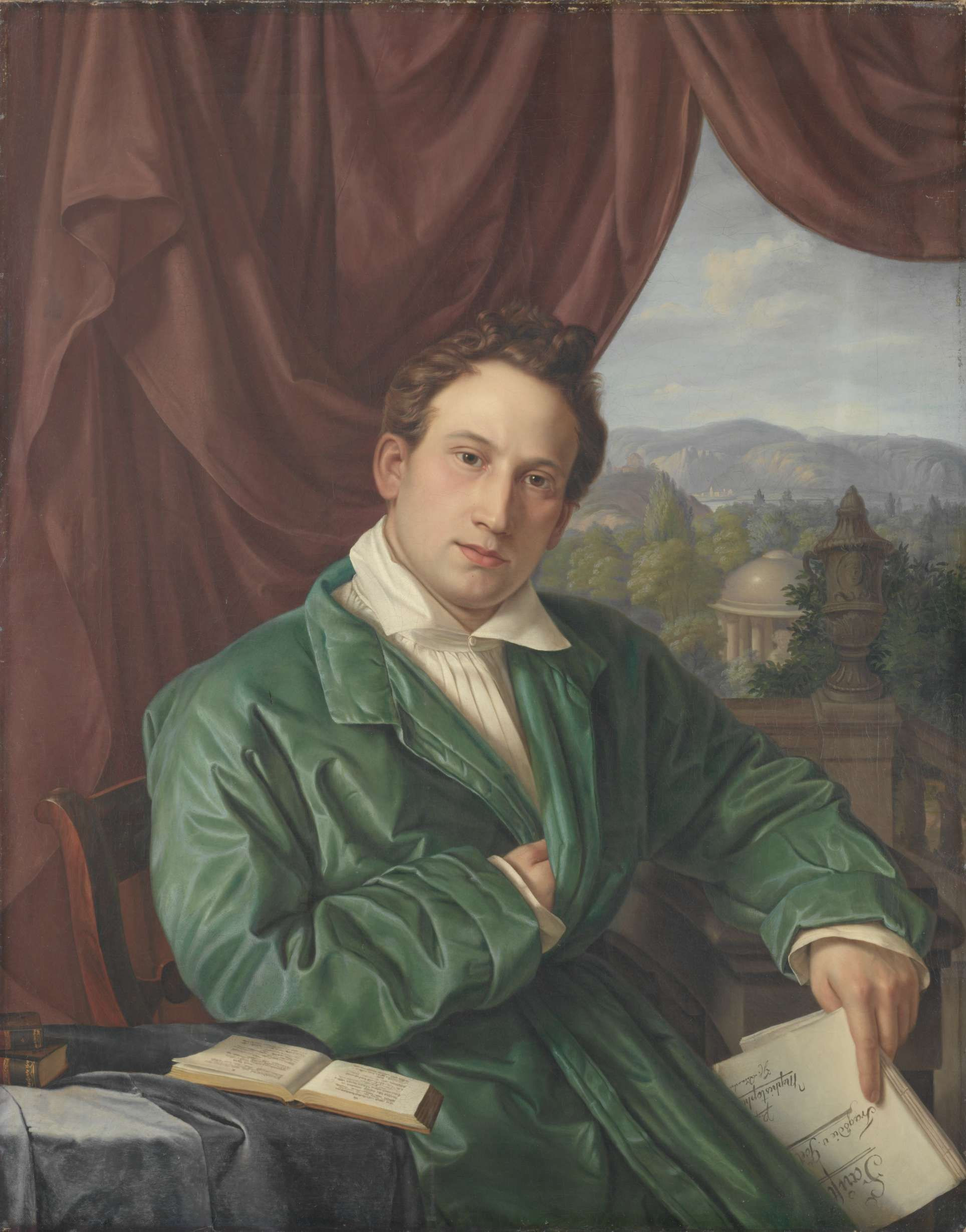
Karl August Ludwig Quanter (Schauspieler)

- Der Schauspieler Carl August Quanter (1835/36)
- Frau Catharina Quanter (1835/36)
- Familie Hanusch
- Knabenporträt
- Selbstporträt liegend mit Welpe, Tabakspfeife, Skizzenbuch und Stift im Bergpark Wilhelmshöhe (1830–1835)